# Petrovitzostes guineensis
Petrovitzostes guineensis är en skalbaggsart som beskrevs av Rudolph Petrovitz 1968. Petrovitzostes guineensis ingår i släktet Petrovitzostes och familjen Hybosoridae. Inga underarter finns listade i Catalogue of Life.